# Aeolothrips
Aeolothrips är ett släkte av insekter som beskrevs av Alexander Henry Haliday 1836. Aeolothrips ingår i familjen rovtripsar.

## Dottertaxa tillAeolothrips, i alfabetisk ordning[1][2]
- Aeolothrips albicinctus
- Aeolothrips astutus
- Aeolothrips aureus
- Aeolothrips auricestus
- Aeolothrips bicolor
- Aeolothrips brevicauda
- Aeolothrips brevicornis
- Aeolothrips brunneipictus
- Aeolothrips bucheti
- Aeolothrips clarus
- Aeolothrips collaris
- Aeolothrips crassus
- Aeolothrips crucifer
- Aeolothrips deserticola
- Aeolothrips duvali
- Aeolothrips ericae
- Aeolothrips fasciatus
- Aeolothrips fuscus
- Aeolothrips hartleyi
- Aeolothrips hesperus
- Aeolothrips intermedius
- Aeolothrips interruptus
- Aeolothrips kuwanaii
- Aeolothrips linarius
- Aeolothrips melaleucus
- Aeolothrips metacrucifer
- Aeolothrips montanus
- Aeolothrips nasturtii
- Aeolothrips nitidus
- Aeolothrips occidentalis
- Aeolothrips oculatus
- Aeolothrips oregonus
- Aeolothrips pallidicornis
- Aeolothrips propinquus
- Aeolothrips scabiosatibia
- Aeolothrips surcalifornianus
- Aeolothrips tenuicornis
- Aeolothrips terrestris
- Aeolothrips vehemens
- Aeolothrips versicolor
- Aeolothrips wetmorei
- Aeolothrips vittatus
- Aeolothrips vittipennis